# Batalha do Rio Piave
A Segunda Batalha do Rio Piave (ou "Batalha do Solstício"), lutada entre 15 e 23 de junho de 1918, no contexto da primeira guerra mundial, foi uma decisiva vitória do exército italiano sobre as tropas austro-húngaras.
As forças das Potências Centrais haviam avançado sobre as linhas italianas no rio Piave, buscando sobrepuja-las e acabar com a luta naquela frente de uma vez por todas. Os italianos, cooperando com os Aliados, souberam dos planos de ataque do inimigo e se prepararam. Após uma semana de combates intensos, com os italianos usando muita artilharia, os austro-húngaros foram detidos, com enormes perdas para ambos os lados. O significado total da vitória não foi compreendido pela Itália, mas o marechal alemão Erich Ludendorff, ao saber do fracasso austríaco, reportou que esta derrota pode ter sido significativa para o Império Austro-Húngaro. De fato, os austro-húngaros não conseguiram se recuperar e suas forças entrariam em colapso no fronte italiano quatro meses mais tarde, após a Batalha de Vittorio Veneto.

## Galeria

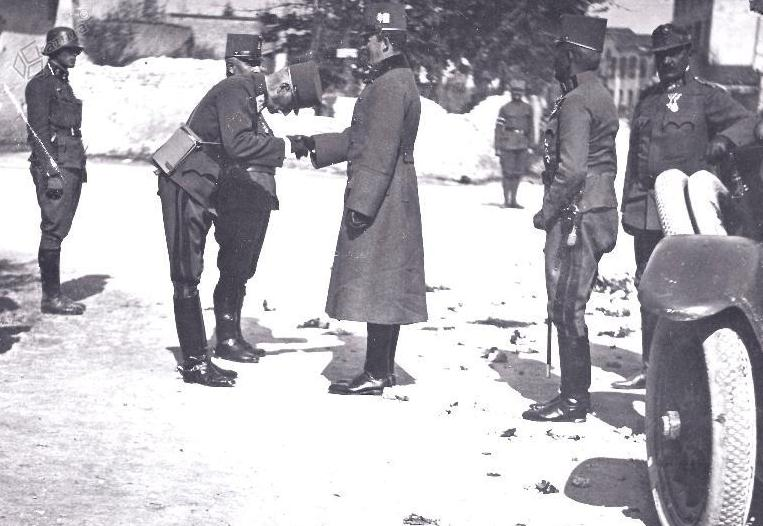
O imperador austro-húngaro Carlos I visitando suas tropas no fronte italiano.
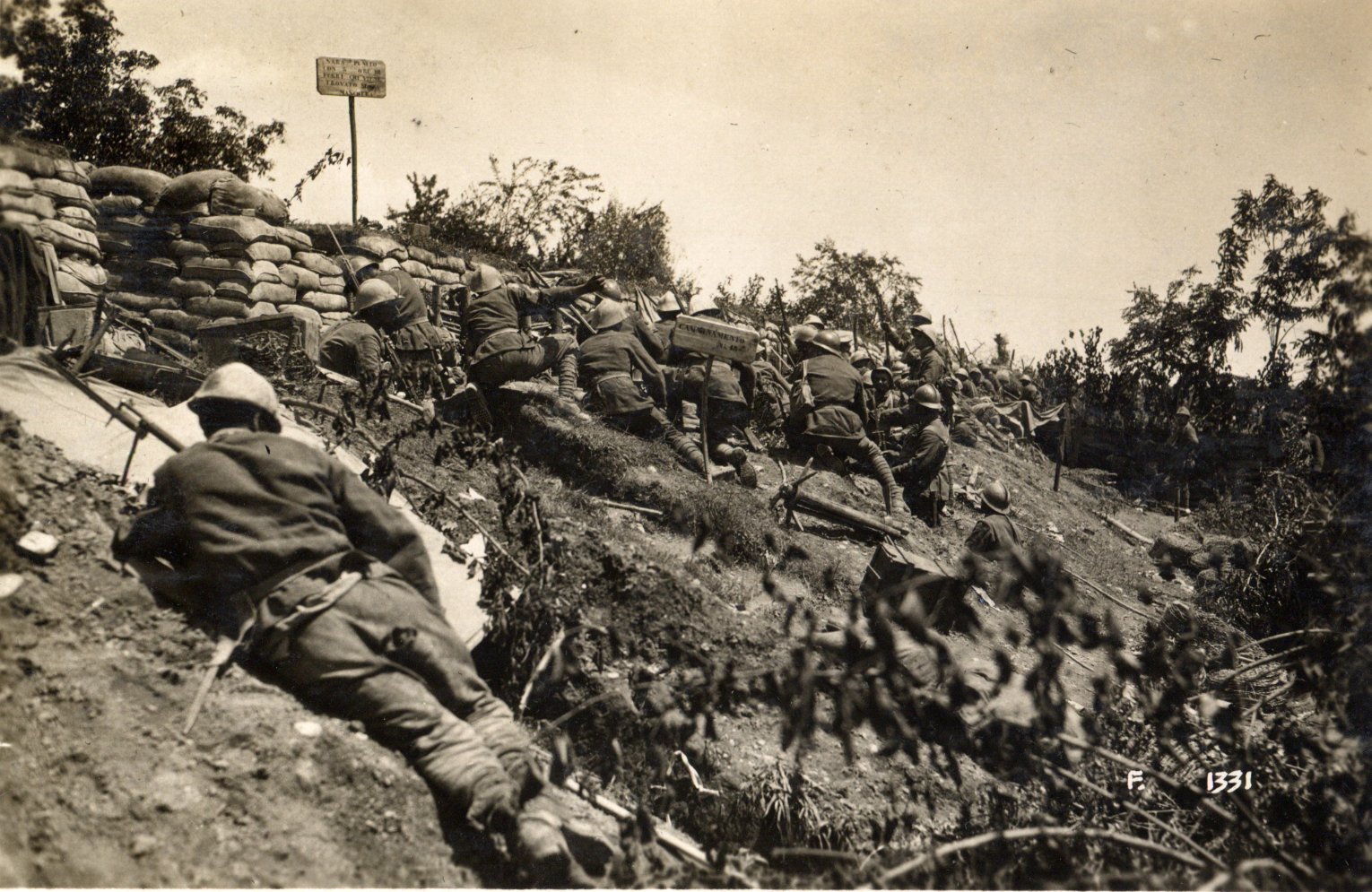
Forças italianas ao longo do perímetro defensivo no rio Piave.
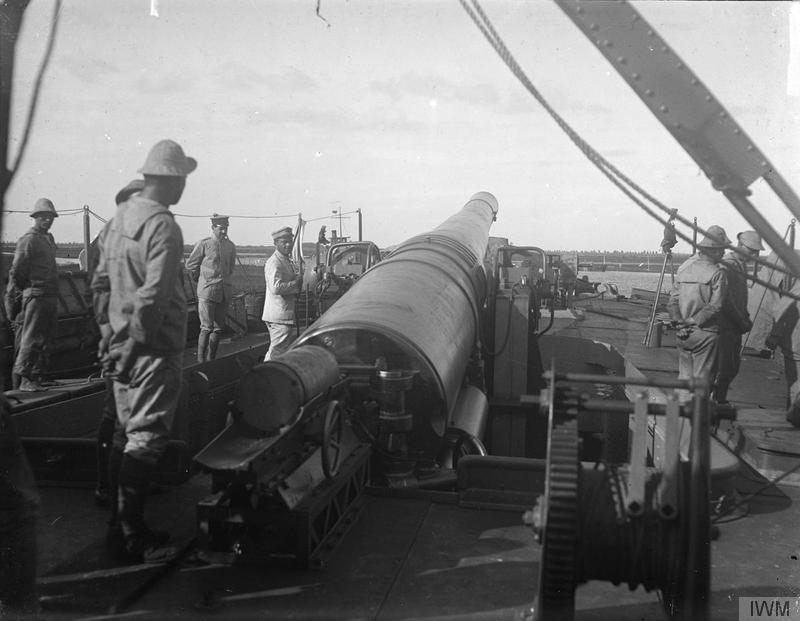
Artilharia italiana na frente de batalha.